# Tiro de bola aragonesa
Das Tiro de bola aragonesa ist eine in der spanischen Region Aragonien (speziell in Campo de Cariñena, Borja, Almunia, Épila, Calatorao und Saragossa) weit verbreitete traditionelle Sportart. Sie gehört zu einer Reihe von Sportarten, die (ähnlich wie beim Friesensport) von meist denselben Sportlern ausgeübt wird.

## Regeln
Die Regeln sind dem deutschen Boßeln sehr ähnlich. Geworfen wird auf einer nicht asphaltierten Straße, meist auf alten Schotterwegen. Die Strecke ist dabei minimal 3 km lang, häufig aber bis zu 6 km. Gewinner ist der Werfer oder die Mannschaft, die die Strecke mit den wenigsten Würfen absolviert hat. Ein Team besteht aus 2 oder 4 Werfern und einem Anzeiger, dem sogenannten marcador, der die Unebenheiten und die Straßenneigung inspiziert und entsprechend anzeigt.

## Spielgerät
Geworfen wird mit einer vollkommen runden Eisenkugel von 7,5 cm Durchmesser und einem Gewicht von 1,66 Kilogramm. Juniorenkugeln wiegen 1,33 Kilogramm und Kinderkugeln immerhin noch 1 Kilogramm. Ursprung dieser Kugeln waren, wie bei vielen anderen regionalen Varianten auch, Kanonenkugeln.

## Bedeutung des Sports
Das Tiro de bola wird hauptsächlich zur Wahrung der Traditionen betrieben und ist regional auf Aragonien begrenzt. Eine Internationalisierung und Standardisierung wird weitestgehend abgelehnt.